# Эрнандес, Себастьян
Себастья́н Эрна́ндес Мехи́я (исп. Sebastián Hernández Mejía; род. 2 октября 1986, Медельин, Колумбия) — колумбийский футболист, полузащитник клуба «Атлетико Уила».

## Биография
Эрнандес начал профессиональную карьеру в 2004 году в составе «Депортес Киндио», затем он перешёл в «Мильонариос», в котором провёл один сезон и присоединился к эквадорскому клубу «Эмелек». В составе «Эмелека» 14 февраля 2007 года Себастьян дебютировал в Кубке Либертадорес, проведя 61 минуту на поле в матче против аргентинского клуба «Велес Сарсфилд». Всего за эквадорскую команду в Кубке Либертадорес Эрнандес провёл 6 игр. Летом 2007 Себастьян вернулся в Колумбию, подписав контракт с «Депортиво Кали», на следующий сезон он перешёл в свой первый клуб, «Депортес Киндио», а ещё через год присоединился к «Онсе Кальдас».
В 2010 году Эрнандес перешёл в венесуэльский клуб «Депортиво Тачира», с которым он выиграл Апертуру 2010. В начале 2011 года Себастьян провёл за «Депортиво Тачира» 6 матчей в Кубке Либертадорес.
Летом 2011 года Эрнандес вновь сменил клуб, перейдя в колумбийский клуб «Атлетико Уила». За свою новую команду полузащитник провёл 39 матчей и отметился 6 забитыми мячами.
В июле 2012 года Себастьян перешёл в «Индепендьенте Медельин», за который дебютировал 29 июля, отыграв весь матч против «Депортиво Пасто». Эрнандес был игроком основного состава, проведя 24 матча и забив 2 гола. Первый мяч за «Индепендьенте» он провёл 22 октября в игре с «Депортес Толима».
18 января 2013 года Эрнандес присоединился к болгарскому клубу «Лудогорец», в новой команде он получил футболку с номером 10. По итогам сезона «Лудогорец» стал чемпионом Болгарии. Себастьян принял участие в 9 матчах турнира.
Эрнандес выступал за сборную Колумбии на Чемпионате Южной Америки среди молодёжных команд 2005, проходивший в его родной стране. Колумбийцы выиграли этот чемпионат и приняли участие в молодёжном чемпионате мира 2005, где в 1/8 финала уступили будущим чемпионам — аргентинцам.

## Достижения
Молодёжная сборная Колумбии
- Чемпион Южной Америки среди молодёжных команд (1): 2005

 «Лудогорец»
- Чемпион Болгарии (2): 2012/13, 2013/14
- Обладатель Кубка Болгарии (1): 2014
- Обладатель Суперкубка Болгарии (1): 2014